# Moya (Cuenca)
Moya es un municipio español perteneciente a la provincia de Cuenca, en la comunidad autónoma de Castilla-La Mancha. Se encuentra ubicado al noreste de la provincia, constituyendo el corazón del histórico Marquesado de Moya y de la comarca de la Serranía Baja.
Está formado por la Villa y el Castillo de Moya, actualmente deshabitado, y por cuatro barrios o pedanías: El Arrabal de Moya, Santo Domingo de Moya —donde hoy está el Ayuntamiento—, Los Huertos de Moya y Pedro Izquierdo de Moya.

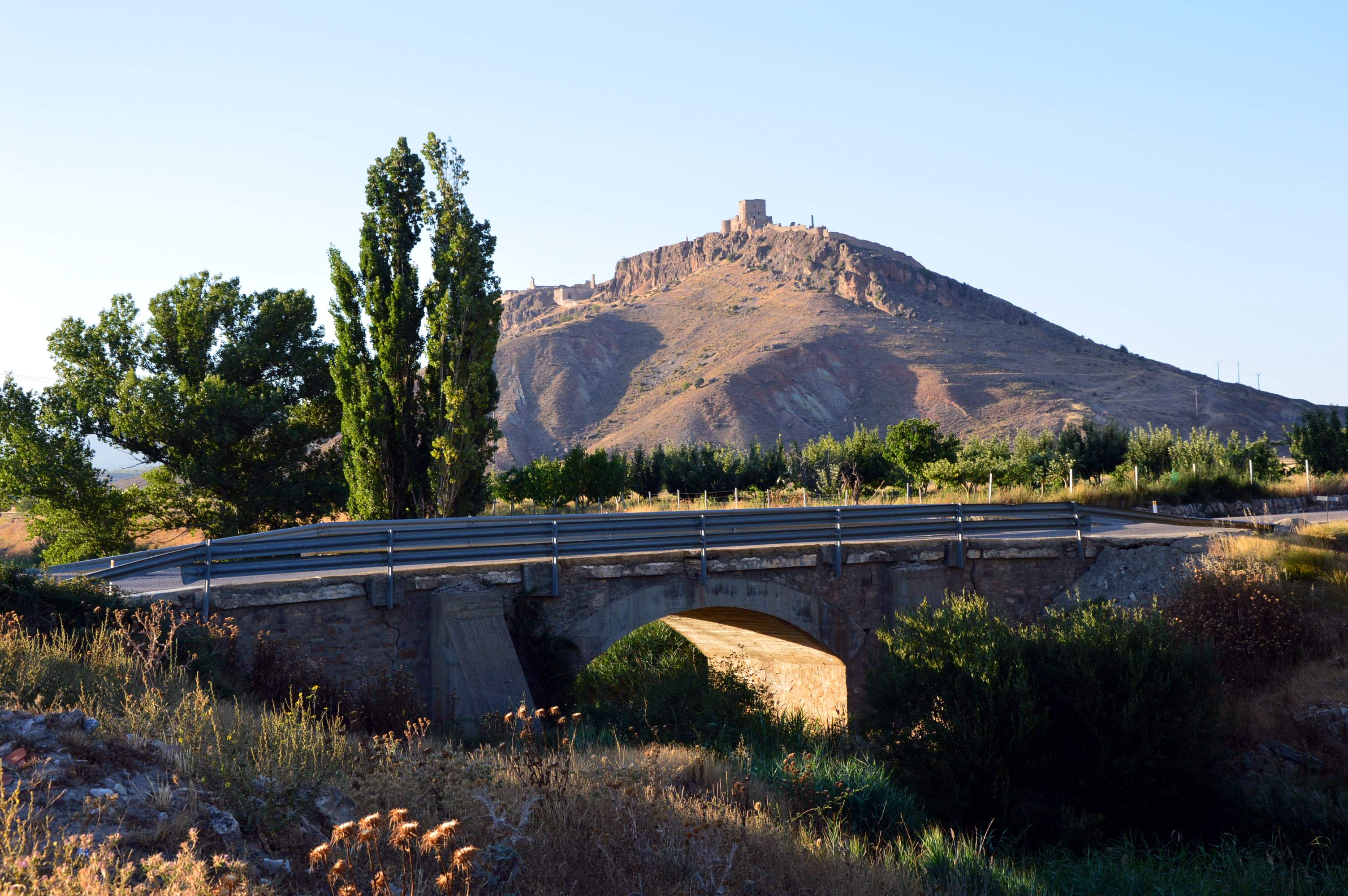
Vista meridional del cerro de Moya (Cuenca), desde el río Ojos de Moya

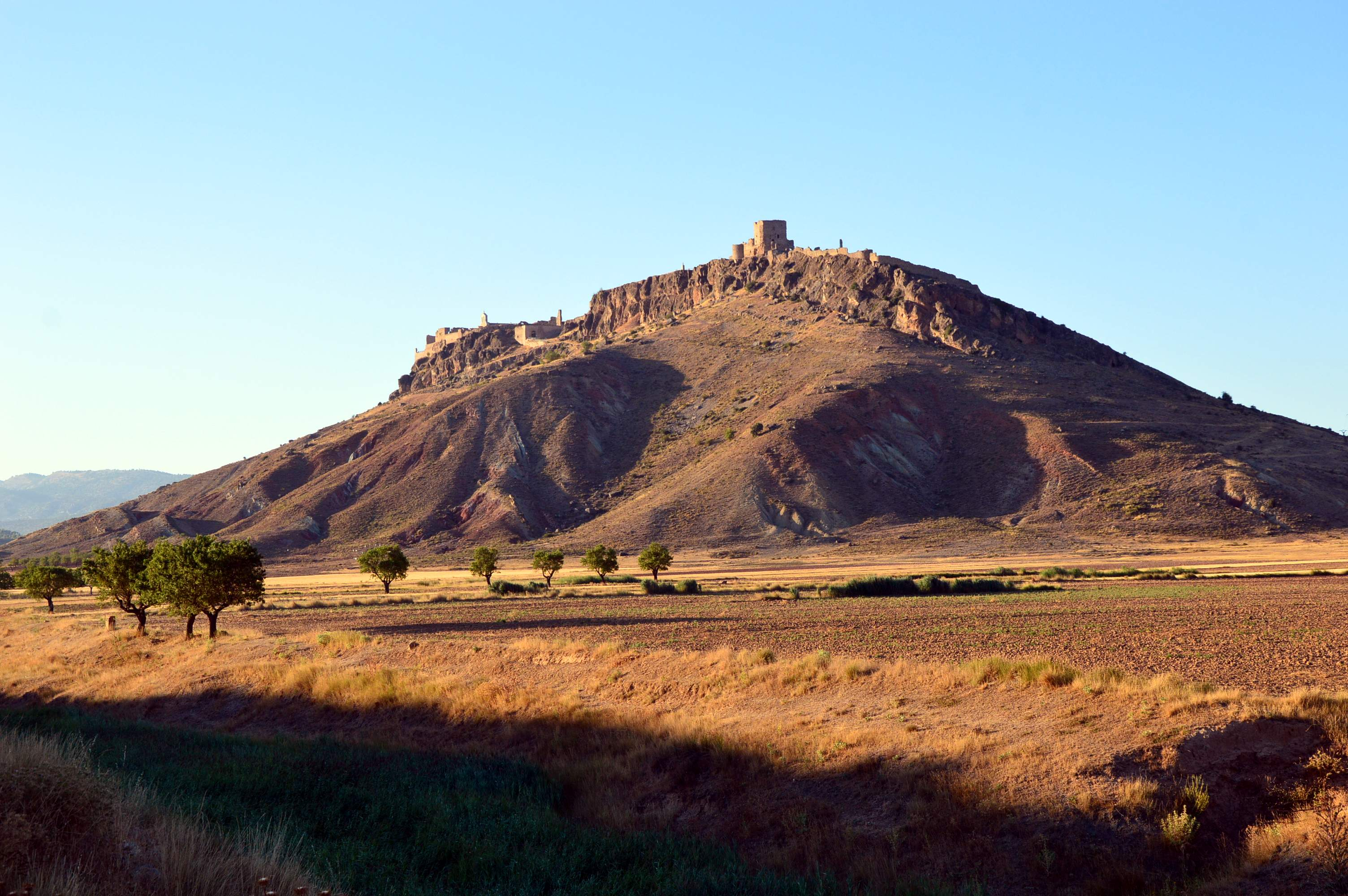
Vista meridional del cerro de Moya (Cuenca), desde el río Ojos de Moya

A los pies de la Villa, en la misma colina, se encuentra el Arrabal. El resto de barrios se encuentran a unos pocos kilómetros de distancia de la Villa.

## Geografía
Integrado en la comarca de Serranía Baja, la capital del municipio, Santo Domingo de Moya, se sitúa a 106 kilómetros de Cuenca. El término municipal está atravesado por la carretera N-330 entre los pK 249 y 255, además de por carreteras locales que permiten la comunicación con Landete y Casas de Garcimolina. El relieve del municipio es el característico de la Serranía Baja de Cuenca, predominantemente abrupto pero suavizado por la presencia del río Algarra. La altitud oscila entre los 1266 m (Cerro de la Tasonera) y los 660 m a orillas del río Turia, que hace de límite con Santa Cruz de Moya. El pueblo se alza a 1019 m sobre el nivel del mar, mientras que las ruinas del castillo se alzan sobre un cerro a 1149 m. 
| Noroeste: Casas de Garcimolina                      | Norte: Vallanca (Valencia) y Casas Bajas (Valencia) | Nordeste: Casas Bajas (Valencia) |
| Oeste: Casas de Garcimolina y Fuentelespino de Moya |                                                     | Este: Santa Cruz de Moya         |
| Suroeste: Fuentelespino de Moya                     | Sur: Landete                                        | Sureste: Landete                 |

## Historia
Según las excavaciones arqueológicas llevadas a cabo durante en 1982 y 1983 se evidencia que en Moya hubo algún asentamiento en la Edad del Bronce medio, es decir, unos 1500 años a. C. El primitivo poblado estaría situado en las proximidades de lo que hoy llamamos El Castillo. En este yacimiento arqueológico se encuentran también evidencias que demuestran que este poblado se desarrolló también durante la Edad del Hierro. Del s. II a. C. se han encontrado en Moya monedas que fueron acuñadas en Bílbilis (Calatayud).
Moya fue poblada —nunca conquistada— por Alfonso VIII en 1210. Fernando III la consolidó y le concedió fueros y privilegios y en torno a la villa con el tiempo se agregaron otras tierras y otros pueblos formando una unidad geográfica (Comunidad de villa y tierra) que aseguró las fronteras castellanas lindantes con Valencia y Aragón.
En 1215, Enrique I da la villa en privilegio a la Orden de Santiago. Su primer señor fue Juan González, maestre de Calatrava. Este fue el comienzo del azaroso señorío que terminará con su elevación a realengo en 1319 y a marquesado en 1480.
Con la denominación de Segobricente a la diócesis de Albarracín se quiso identificar sus límites con los de la antigua diócesis visigoda de Ercábiga. De aquí que se pensara que las iglesias entregadas por Pedro II en 1211 a don Rodrigo pertenecieron a esta antigua diócesis visigoda y por ende a Albarracín. Pero del precedente de haber excluido a Cañete en 1190 de esta jurisdicción surgían muy serias dudas.
En 1220, el arzobispo de Toledo pretendía para Albarracín la iglesia de Moya desde nueve años antes; es decir, desde 1211 fecha en que Pedro II entregó a la iglesia de Albarracín El Cuervo, Castielfabib, Ademuz y Serrella. Y el obispo de Cuenca exigía...«para él y para sus iglesias una parte de los frutos y expensas que recibió Albarracín en 1211». Esto viene a demostrar que Moya estaría muy cerca del castillo de Serreilla o, tal vez, bajo su jurisdicción. Tras muy duras discusiones, el tribunal eclesiástico reunido en Burgos, entre el 20 y 31 de mayo de 1220, no logra un acuerdo que sea aceptado ni por Rodrigo ni por García. Y ni uno ni otro supieron o quisieron determinar los límites de los antiguos obispados ni el arzobispo reconoció la jurisdicción de la iglesia de Cuenca en Moya.
El 30 de septiembre de 1221, el Arzobispo Rodrigo, tras el fracaso de Burgos, se proclama dueño y entrega «al noble hombre E. García en feudo perpetuo para sí y también para sus sucesores legítimos, tres castillos, a saber: Santa Cruz, Mira y Serreilla que en tiempo pasado con la divina protección y con el auxilio de los marcados con la cruz cambiamos del dominio de los sarracenos al de Nuestro Señor Jesucristo». Con esta condición: «que todos los años él y sus descendientes paguen a Nos y a nuestros sucesores una marca de plata y si se mantuviera el censo de un año de dos o de tres se pague aquello que fuera requerido por el arzobispo de Toledo por su decisiva participación en su conquista a los sarracenos».
Con la entrega de estos castillos pretendía constituirse dueño y señor de las iglesias establecidas o por establecerse entre los ríos Turia y Cabriel, y deja claro que esto es lo que quería conseguir del juicio de Burgos; todas ellas bajo la jurisdicción de uno u otro de estos tres castillos.
En 1225 muere el obispo García sin ver resuelto el problema y es elegido nuevo obispo de Cuenca a don Lope, fiel servidor del Arzobispo del que no sabemos cuándo ni cómo murió. Los enfrentamientos entre el Cabildo, que tuvo que ser amenazado por el Papa, y Lope, al que consideraba demasiado subordinado al arzobispo, seguían dificultando la división.
Y se entra en una etapa oscura (1225-1231) en el obispado de Cuenca, sin posibilidad de iluminarla por la ausencia total de documentos en su archivo catedralicio.
El segundo año del Pontificado del papa Gregorio XI (1229) el asunto estaba sin resolver. El obispo García desconfió siempre del tribunal de Burgos, hecho a la medida de Rodrigo, y presidido por un gran amigo del arzobispo, Mauricio, obispo de Burgos. Rodrigo, tras la muerte de Honorio III, tal vez, de don Lope, insta en 1228 al nuevo papa a que acelere la resolución de los límites de las dos diócesis y los derechos diocesanos sobre Moya. Y Gregorio IX nombra al obispo de Tarazona, García Frontín II, dándole plena autoridad.
La frontera entre Cuenca (Valeria) y Albarracín (Segobricence) lo haría el obispo de Tarazona, García Frontín II, en 1231, cumpliendo el encargo del papa, dejando fuera de Cuenca a la iglesia de Santa Cruz e incorporando Mira y Alcalá (Serreilla), siendo ya obispo de Cuenca Gonzalo.
García Frontín se encontró con una nueva iglesia a la hora de repartir (Vallanca) y, así, entregando dos a cada diócesis solucionó el conflicto. Vallanca y Santa Cruz a la diócesis de Albarracín. Mira y Serreilla a Cuenca.
A partir de este momento Rodrigo renunció a sus pretensiones y admitió los límites y los derechos diocesanos de Cuenca sobre Moya. Desde entonces, Fernando III convierte a Cañete en aldea de Moya en 1231 y le concede los derechos de portazgo que Alfonso VIII había concedido a Cañete en 1195:

Quia vero villa quae dicitur Moya postmodum populata fuit, portaticum quod solebat percipi in Caneto, quae nunc est aldea de Moya, percipiatur in Moya.

Lo que traducido sería:

Porque la villa que se dice Moya se pobló después el portático que solía recibirse en Cañete que ahora es aldea de Moya, que se reciba en Moya.

Y también en estas fechas el arcediano de Cañete pasa a Moya.
En 1269, el Alfonso X de Castilla dio órdenes de reconstruir de nuevo Moya y concedió diversos privilegios a sus moradores y caballeros. Las intrigas sucesorias de los Infantes de Lara dieron duros años a Moya por declararse partidaria de Sancho IV. Moya cayó en poder de Juan Núñez de Lara con auxilio del rey aragonés en 1290. Entre los Lara y las represalias de Sancho IV, estas tierras fueron en diversas ocasiones sitiadas, taladas y robadas. Definitivamente, el rey Sancho arrebató Moya a Juan Núñez de Lara en 1292. Este rey, a la vista de la desolación y ruinas de la villa, concedió a Moya, como premio a su lealtad, exención de impuestos de moneda foral, confirmó sus fueros y otros privilegios.
Desde 1296 hasta 1480, Moya irá de mano en mano en pago de favores o en garantía de servicios y pactos. En 1319, Fernando IV declaró esta villa patrimonio de la Corona, previa propuesta de María de Molina. En 1390 el privilegio fue confirmado.
Los moyanos alcanzaron fama de rebeldes por la defensa que hicieron de sus fueros, incluso ante las mismas Cortes de Castilla por medio de sus representantes permanentes. Llegaron —hecho insólito— a comprar su libertad y derechos en 1391 a la viuda de Juan de Albornoz, señor de Moya, por 10 000 florines de oro. Aun así, tampoco fueron respetados, en ocasiones, sus fueros. Juan II dio Moya al marqués de Villena en 1451 contra el que se resistieron los moyanos con éxito. En 1463, Enrique IV hizo donación del señorío de Moya a Andrés de Cabrera, el buen vasallo. También entonces se opusieron los moyanos a este nombramiento.
No pudo tomar posesión el nuevo señor hasta 1475, cuando los Reyes Católicos confirmaron esta donación, pues Moya siempre estuvo de parte de Isabel la Católica, en el proceso sucesorio. Esto le valió a Moya que de señorío se convirtiera en marquesado en 1480. No obstante, la Reina Católica en su testamento, manifestó ciertas dudas acerca de la legitimidad de esta donación.
Durante los siglos XIII y XIV algunos caballeros moyanos participaron en numerosas empresas militares, tales como la batalla del Salado en 1340, en el sitio de Algeciras en 1343, en cuya fortaleza llegó a ondear el pendón de Moya.
Desde su elevación a marquesado, Moya se personificó en sus marqueses. Los años grandes fueron los de sus primeros señores, Andrés de Cabrera y Beatriz de Bobadilla. En 1520 y 1521, en el contexto de las revueltas antiseñoriales de la Guerra de las Comunidades de Castilla Moya se rebeló contra su señor en dos ocasiones, extendiendo la comunidad a todo el marquesado.
Las Casas de Villena y de Moya se unieron por matrimonio de la tercera Marquesa de Moya, Luisa de Cabrera, con Diego López Pacheco, marqués de Villena. En el siglo XVII sigue Moya engrandeciéndose. Su arcedianato es muy solicitado por ilustres personajes. Entre ellos figuran el historiador Jaime Capistrano de Moya y el literato José de Villaviciosa, además de otros que alcanzaron altas dignidades eclesiásticas.
Puede decirse que en el siglo XVIII Moya entra en su decadencia. Desaparecen de estas tierras las familias de los Albornoces, Cabreras, Carrillos y Pachecos. Sólo los Zapata permanecerán más tiempo.
En el siglo XIX se convirtió en centro de la resistencia antifrancesa en 1808. Hace su proclama contra Napoleón y se levanta en armas. Sus guerrilleros son temidos y traen en jaque a los generales franceses Gaulaincourt y Le Frére. Por ello Moya volvió a sufrir de nuevo saqueos y destrucción.
Su historia puede terminar con su participación en las guerras carlistas. Del lado de Isabel II, sufrió feroces ataques de Cabrera y la destrucción en 1835.
En el siglo XIX, las nuevas orientaciones políticas y administrativas y la desamortización hicieron que los 36 pueblos de su jurisdicción multisecular se separaran. Incluso comenzaron a desmoronarse sus muros y a disgregarse sus habitantes por los barrios anejos más próximos. Proceso que durará hasta bien avanzada la primera mitad del siglo XX.

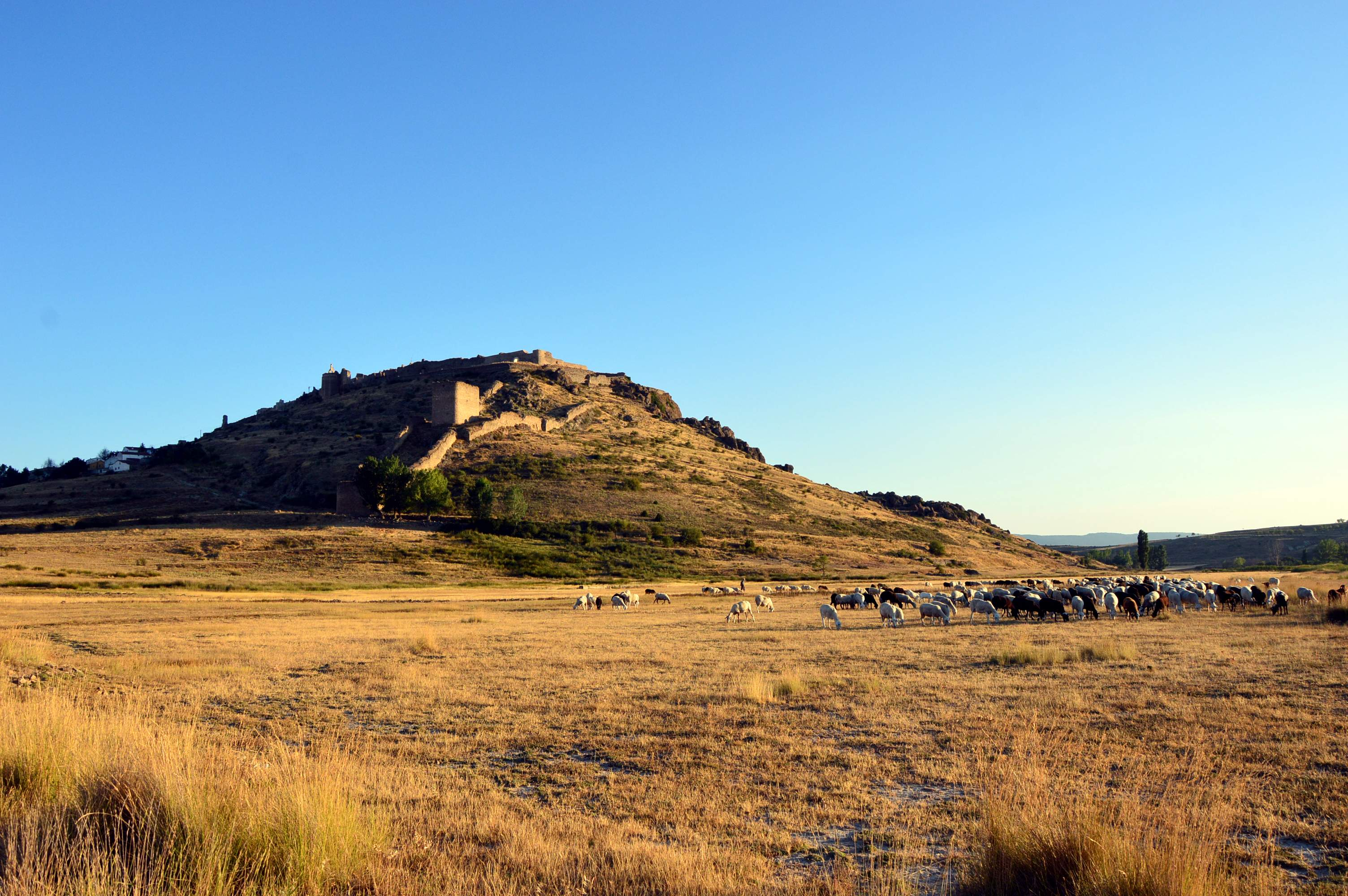
Vista septentrional del cerro de Moya (Cuenca), desde la carretera de Santo Domingo

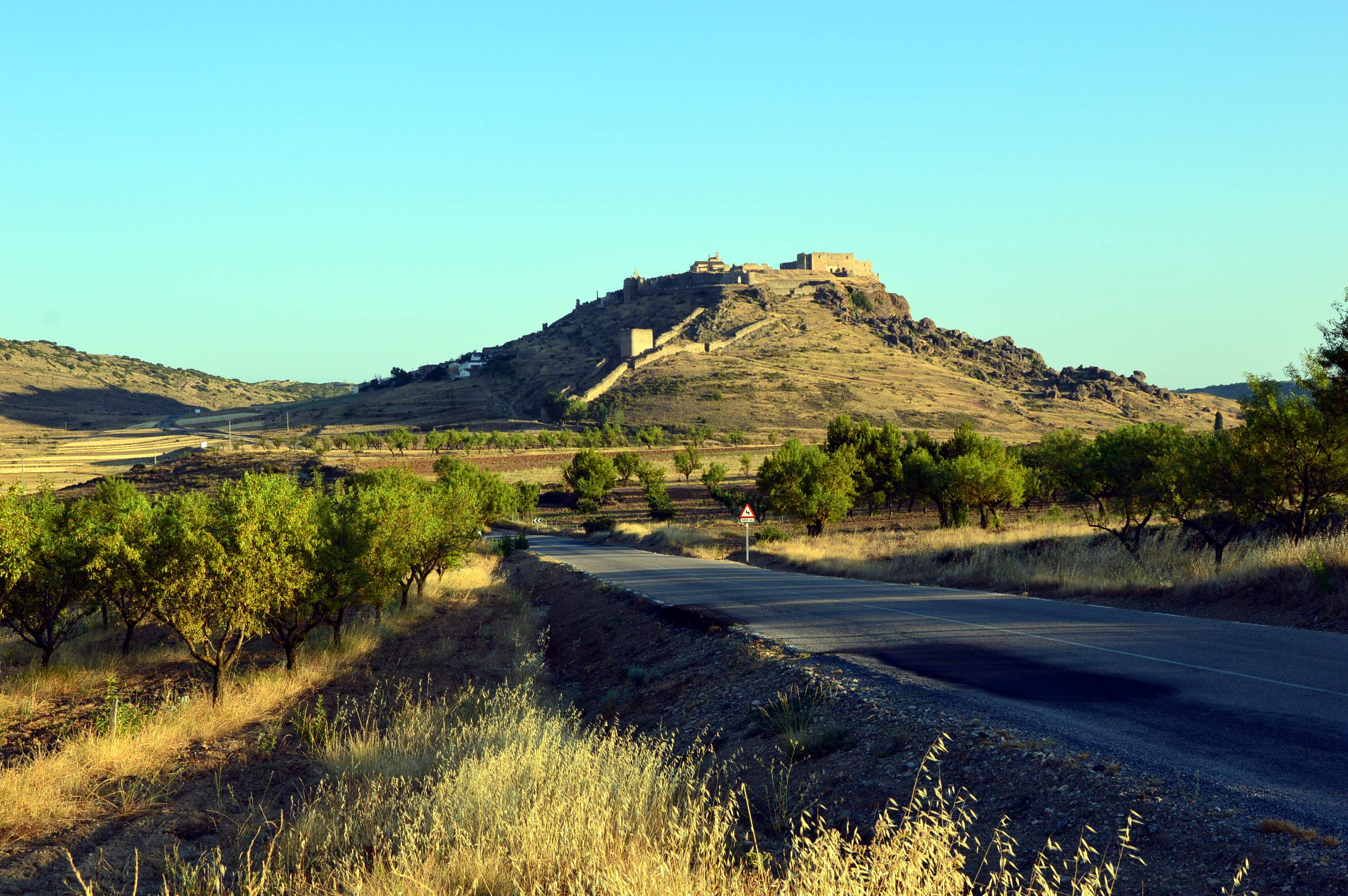
Vista septentrional del cerro de Moya (Cuenca), desde el cementerio de Santo Domingo

## Demografía
Moya cuenta con una población de 148 habitantes (INE 2024).
| Gráfica de evolución demográfica de Moya entre 1842 y 2021                                                          |
| |
| Población de derecho según los censos de población del INE Población de hecho según los censos de población del INE |

## Ruinas de Moya
Las Ruinas de Moya fueron declaradas Monumento histórico-artístico en 1982, y constituyen un importante vestigio arqueológico de lo que fuera una notable ciudad medieval y moderna.
Situadas en lo alto de un cerro alomando, se hallan circundadas por cinco Recintos amurallados y ocho puertas. Propiamente, la ciudad se halla en el centro del Primero y el Segundo, conteniendo los principales edificios civiles y religiosos en torno a la plaza Mayor: la casa consistorial (antiguo pósito municipal), el convento de las Concepcionistas y seis templos: iglesia de Santa María, iglesia de la Trinidad y la iglesia de San Miguel (actual cementerio). Otras iglesias han desaparecido hasta los cimientos: San Juan y San Pedro. La iglesia de San Bartolomé, situada entre el Segundo Recinto y el Tercer Recinto, se halla absolutamente arruinada, pendiente de recuperación como centro de interpretación. Poseyó también dos centros asistenciales: el Hospital de Pobres y el Hospital de Cautivos, éste desaparecido hasta los cimientos.
El Castillo de Moya se halla en el extremo meridional del cerro, entre el Primer Recinto —la Albacara— y el Cuarto Recinto, donde se abre la Puerta de Carros.
El Quinto Recinto se halla en la ladera nororiental del cerro, corresponde a La Coracha, estructura amurallada para la defensa del abastecimiento del agua que posee dos torres: la Torre del Agua (que protege el manantial) y la Torre de San Roque (Puerto Seco donde se cobraba la lezda, impuesto por el paso de mercaderías entre reinos).

## Fiestas y tradiciones
Son muchas las tradiciones que se han perdido debido al abandono masivo de los habitantes hacia las ciudades, pero aún quedan algunas que se siguen celebrando. Las que todavía se celebran dentro de la Villa son actualmente dos: El Septenario, declarada como una de las Fiestas de Interés Turístico de Castilla-La Mancha y El Cristo de la Caída. Antes de la decadencia, en la época en la que la Villa contaba con las siete iglesias en funcionamiento, eran numerosas las fiestas religiosas que las cofradías celebraban, encargadas también de organizar las procesiones de los santos que veneraban.